# Anita Shrestha
Anita Shrestha – nepalska strzelczyni, olimpijka z Barcelony.
Wystąpiła w jednej konkurencji na igrzyskach olimpijskich w Barcelonie (1992). Zajęła ostatnie 45. miejsce w karabinie pneumatycznym z 10 metrów (zdobyła 374 punkty).
Shrestha jest złotą medalistką Igrzysk Południowej Azji 1991 z Kolombo, zdobyła także srebro drużynowo na tych samych zawodach.